# Lasy Mirczańskie
Lasy Mirczańskie este o arie protejată (sit de importanță comunitară — SCI) din Polonia întinsă pe o suprafață de 156,58 ha, integral pe uscat.

## Localizare
Centrul sitului Lasy Mirczańskie este situat la coordonatele 50°41′06″N 23°59′57″E / 50.685°N 23.9992°E.

## Înființare
Situl Lasy Mirczańskie a fost declarat sit de importanță comunitară în octombrie 2009 pentru a proteja un număr necunoscut de specii din flora spontană și fauna sălbatică aflate în arealul zonei.

## Biodiversitate
Situată în ecoregiunea continentală, aria protejată conține 1 habitat natural: Păduri de stejar și carpen Galio-Carpinetum.
La baza desemnării sitului se află un număr nedeclarat de specii protejate.